# 霧社
24°1′16.49″N 121°7′56.36″E / 24.0212472°N 121.1323222°E

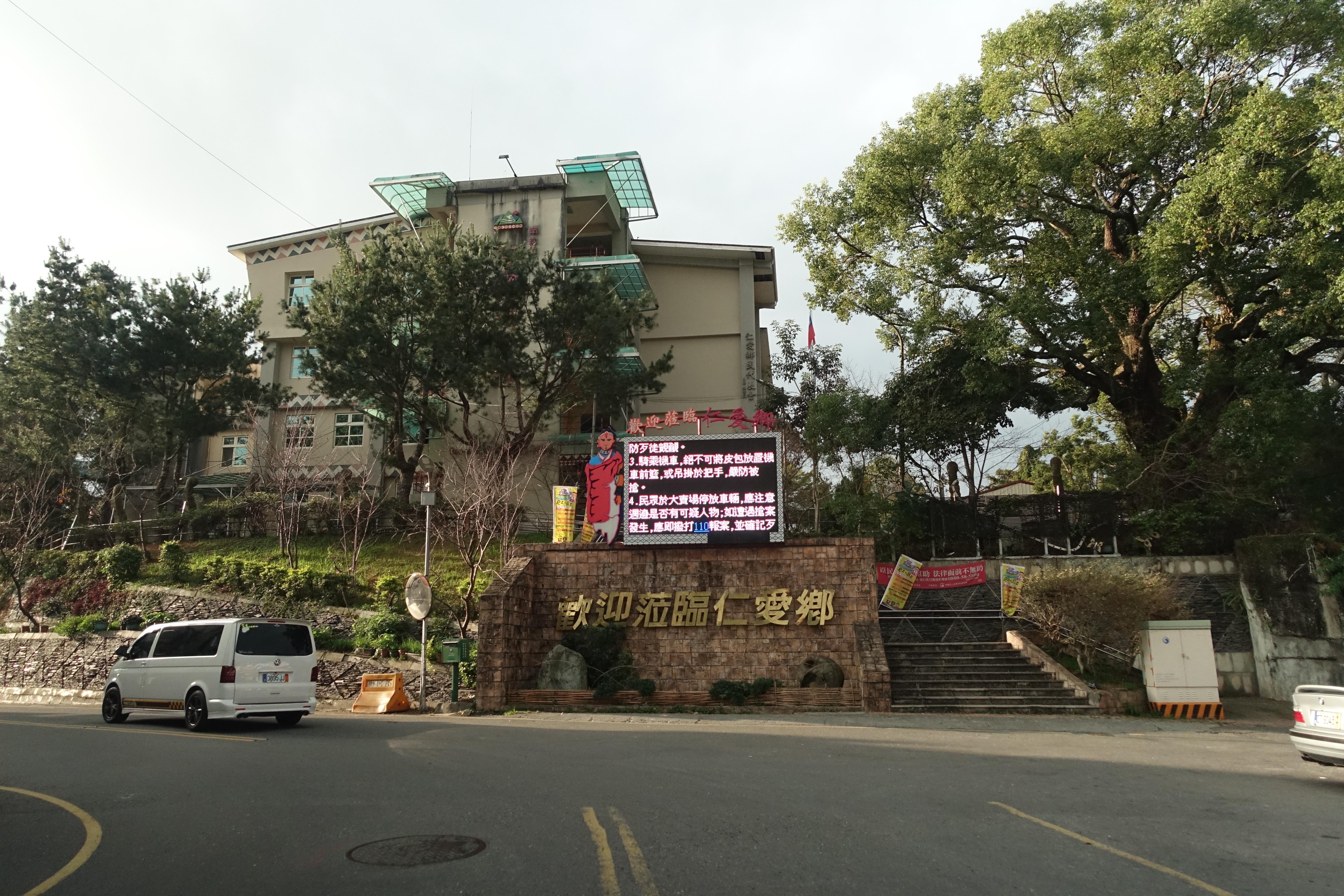
仁愛郷公所

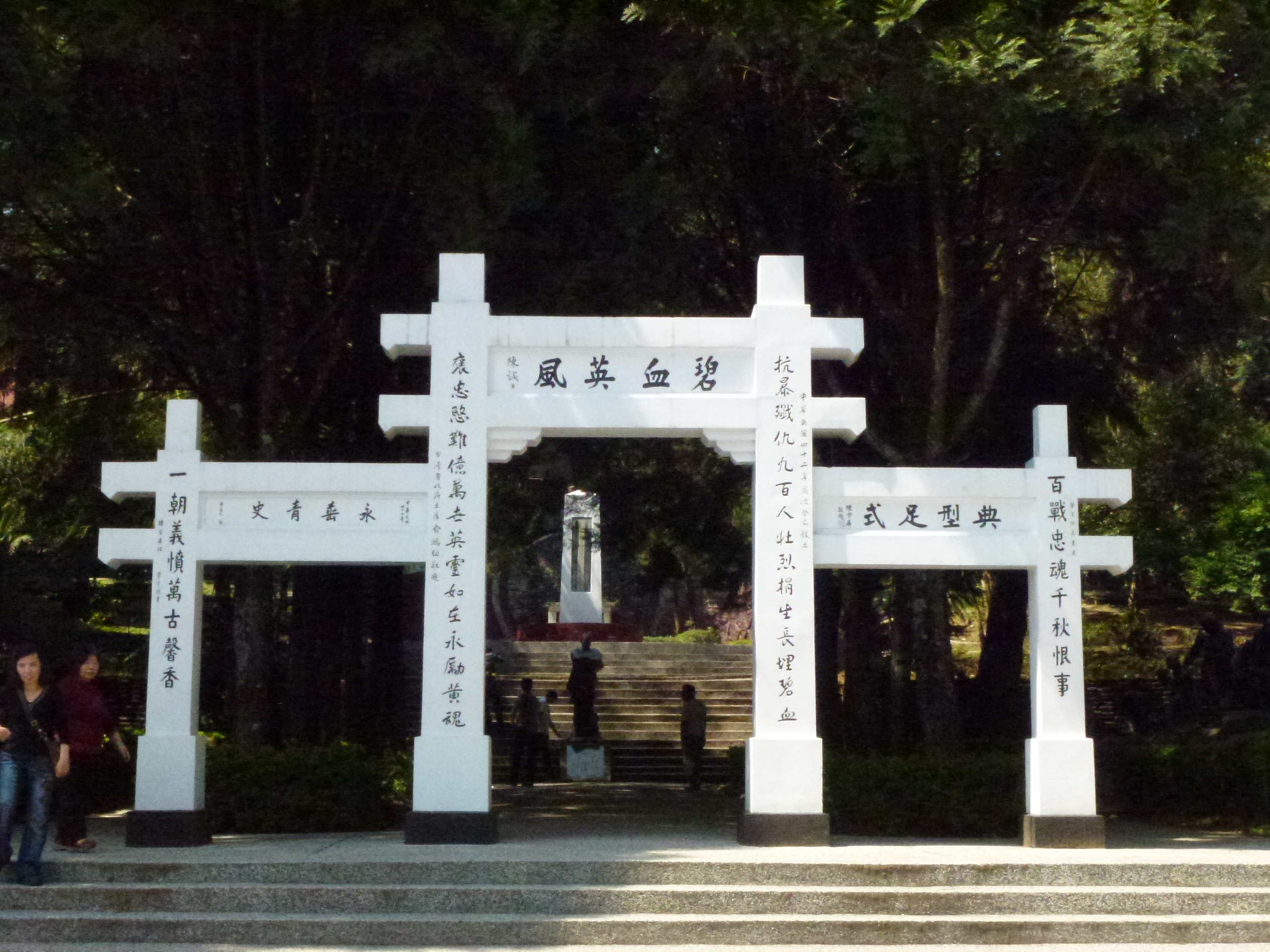
霧社著名景點－霧社事件紀念公園

霧社（日语：／ musha），海拔1,148（3,766英尺），位於南投縣仁愛鄉大同村，為仁愛鄉鄉治，且是台14線及台14甲線分歧處。為霧社事件（日语：／ musha jiken）發生地，原居民為賽德克族，亦有漢人（福佬人）遷入。該地因櫻花盛開，有「櫻都」之稱。

## 外部連結
- 霧社-中華民國交通部觀光局 （页面存档备份，存于）
- 【台灣，你好！】沙發環島空拍鷹眼系列 - 2015/7/22 南投仁愛鄉霧社 卷一 （页面存档备份，存于）